# Irisches Akkordeon
Das Irische Akkordeon ist eine irische Weiterentwicklung des diatonischen Akkordeons. Es ist heute meist ein zweireihiges Instrument wie die traditionellen Wiener Modelle oder das Organetto; sie ist daher rein äußerlich oft nicht unterscheidbar von anderen einfachen diatonischen Instrumenten.

## Diskant
Die Tonbelegungen pro Reihe sind wie bei der diatonischen Harmonika angeordnet. Die einzelnen diatonischen Tastenreihen sind jedoch nicht in Quinten, sondern in chromatischen Halbtönen voneinander entfernt, dadurch erhält man alle chromatischen Töne. Das Instrument ist daher auch gleichstufig temperiert gestimmt. Somit ist das Instrument nicht mehr diatonisch, sondern chromatisch und wechseltönig.
Zum Vergleich die Tastenbelegung eines Wiener Modells:
|          | Irisches Akkordeon | Irisches Akkordeon | Irisches Akkordeon | Irisches Akkordeon | Irisches Akkordeon | Irisches Akkordeon | Wiener Modell | Wiener Modell | Wiener Modell | Wiener Modell | Wiener Modell | Wiener Modell |
|          | Druck              | Zug                | Druck              | Zug                | ...                |                    | Druck         | Zug           | Druck         | Zug           | ...           |               |
| 2. Reihe | Cis                | Dis                | F                  | Fis                | ...                |                    | F             | G             | A             | B             | ...           |               |
| 1. Reihe | C                  | D                  | E                  | F                  | ...                |                    | C             | D             | E             | F             | ...           |               |

Neben der C/Cis-Stimmung findet man auch die B/C-Stimmung oder auch Cis/D. Alle Stimmungen zeichnen sich dadurch aus, dass die beiden Knopfreihen eben nur einen chromatischen Halbton auseinander liegen.
Ansonsten gibt es kaum Unterschiede zum Wiener Modell.

## Bass
Die Belegung der Basstasten ist oft sehr unterschiedlich, sie passt meistens auch nicht zur gewählten Spieltechnik. Sie ist wechseltönig wie beim Organetto. Sehr oft wird das Instrument daher nur auf der Diskantseite ohne Begleitung gespielt.

## Spieltechnik
Irische Musik wird meist sehr schnell gespielt, es folgen daher viele Einzeltöne sehr rasch nacheinander. Die Spieltechnik besteht aus einem raschen Druck-Zugwechsel und führt zu den nötigen Akzenten in der Musik, was nur mit sehr leichten Instrumenten möglich ist.